# Otakar Lada
Otakar Lada (22 mai 1883 - 12 juillet 1956) est un escrimeur bohémien. Il a remporté une médaille de bronze en sabre par équipe aux Jeux olympiques de Londres de 1908.